# Leonhard Blumer (Politiker)
Leonhard Blumer (* 28. Mai 1844 in Engi; † 21. Oktober 1905 ebenda; heimatberechtigt ebenda) war ein Schweizer Unternehmer und Politiker. 
Blumer absolvierte eine kaufmännische Lehre in Lausanne. Er besass die Weberei L. Brunner & Co. im Sernftal und weitere Textilbetriebe. Von 1869 bis an sein Lebensende war er im Landrat des Kantons Glarus, den er 1891 und 1900 präsidierte. Ab 1893 war er auch im Ständerat. Er war der Hauptinitiant der Gründung der 1905 eröffneten Sernftalbahn und präsidierte 1889 das Initiativkomitee. Als die Eröffnungsfeier stattfand, war er schwer krank. Der Extrazug hielt vor seinem Haus, und der Landammann Eduard Blumer sprach ihm seinen Dank aus.